# هنري تشيرني
هنري تشيرني (ولد 8 فبراير 1959) ممثل سينمائي مسرحي وتلفزيوني كندي .

## نشأته
تشيرني ولد في 8 فبراير 1959 في تورونتو، أونتاريو، كندا، الأصغر بين ثلاثة أبناء لأبوين من أصول بولندية كندية.

## روابط خارجية
- هنري تشيرني على موقع IMDb (الإنجليزية)
- هنري تشيرني على موقع ألو سيني (الفرنسية)
- هنري تشيرني على موقع أول موفي (الإنجليزية)
- هنري تشيرني على موقع قاعدة بيانات برودواي على الإنترنت (الإنجليزية)
- هنري تشيرني على موقع قاعدة بيانات الأفلام السويدية (السويدية)
- هنري تشيرني على موقع إن إن دي بي (الإنجليزية)
- هنري تشيرني على موقع ديسكوغز (الإنجليزية)
- هنري تشيرني على موقع قاعدة بيانات الفيلم (الإنجليزية)
- هنري تشيرني على موقع كينوبويسك (الروسية)